# Guijo de Ávila (kommunhuvudort)
Guijo de Ávila är en kommunhuvudort i Spanien.   Den ligger i provinsen Provincia de Salamanca och regionen Kastilien och Leon, i den centrala delen av landet, 160 km väster om huvudstaden Madrid. Guijo de Ávila ligger 977 meter över havet och antalet invånare är 109.
Terrängen runt Guijo de Ávila är platt norrut, men söderut är den kuperad. Terrängen runt Guijo de Ávila sluttar norrut. Runt Guijo de Ávila är det mycket glesbefolkat, med 6 invånare per kvadratkilometer. Närmaste större samhälle är Guijuelo, 4,0 km nordväst om Guijo de Ávila. Omgivningarna runt Guijo de Ávila är huvudsakligen savann.